# Saint-Aubin (Aisne)
Saint-Aubin és un municipi francès situat al departament de l'Aisne i a la regió dels Alts de França. L'any 2007 tenia 317 habitants.

## Demografia

### Població
El 2007 la població de fet de Saint-Aubin era de 317 persones. Hi havia 101 famílies de les quals 24 eren unipersonals (8 homes vivint sols i 16 dones vivint soles), 20 parelles sense fills, 45 parelles amb fills i 12 famílies monoparentals amb fills.
La població ha evolucionat segons el següent gràfic:
Habitants censats

### Habitatges
El 2007 hi havia 122 habitatges, 106 eren l'habitatge principal de la família, 7 eren segones residències i 8 estaven desocupats. 116 eren cases i 4 eren apartaments. Dels 106 habitatges principals, 78 estaven ocupats pels seus propietaris, 26 estaven llogats i ocupats pels llogaters i 2 estaven cedits a títol gratuït; 2 tenien una cambra, 7 en tenien dues, 20 en tenien tres, 25 en tenien quatre i 52 en tenien cinc o més. 63 habitatges disposaven pel capbaix d'una plaça de pàrquing. A 50 habitatges hi havia un automòbil i a 47 n'hi havia dos o més.

### Piràmide de població
La piràmide de població per edats i sexe el 2009 era:
| Homes | Edats   | Dones |
| ----- | ------- | ----- |
| 0     | 95 o +  | 0     |
| 0     | 90 a 94 | 0     |
| 0     | 85 a 89 | 4     |
| 0     | 80 a 84 | 0     |
| 16    | 75 a 79 | 8     |
| 4     | 70 a 74 | 8     |
| 0     | 65 a 69 | 4     |
| 4     | 60 a 64 | 0     |
| 16    | 55 a 59 | 4     |
| 4     | 50 a 54 | 8     |
| 4     | 45 a 49 | 8     |
| 12    | 40 a 44 | 16    |
| 8     | 35 a 39 | 12    |
| 0     | 30 a 34 | 0     |
| 16    | 25 a 29 | 8     |
| 4     | 20 a 24 | 0     |
| 16    | 15 a 19 | 12    |
| 24    | 10 a 14 | 8     |
| 12    | 5 a 9   | 16    |
| 12    | 0 a 4   | 0     |

## Economia
El 2007 la població en edat de treballar era de 194 persones, 111 eren actives i 83 eren inactives. De les 111 persones actives 95 estaven ocupades (55 homes i 40 dones) i 16 estaven aturades (8 homes i 8 dones). De les 83 persones inactives 16 estaven jubilades, 21 estaven estudiant i 46 estaven classificades com a «altres inactius».

### Ingressos
El 2009 a Saint-Aubin hi havia 110 unitats fiscals que integraven 327 persones, la mediana anual d'ingressos fiscals per persona era de 13.089 €.

### Activitats econòmiques
Dels 5 establiments que hi havia el 2007, 3 eren d'empreses de fabricació d'altres productes industrials, 1 d'una empresa immobiliària i 1 d'una entitat de l'administració pública.

## Equipaments sanitaris i escolars
El 2009 hi havia una escola elemental integrada dins d'un grup escolar amb les comunes properes formant una escola dispersa.

## Poblacions més properes
El següent diagrama mostra les poblacions més properes.